# Ла Рибера

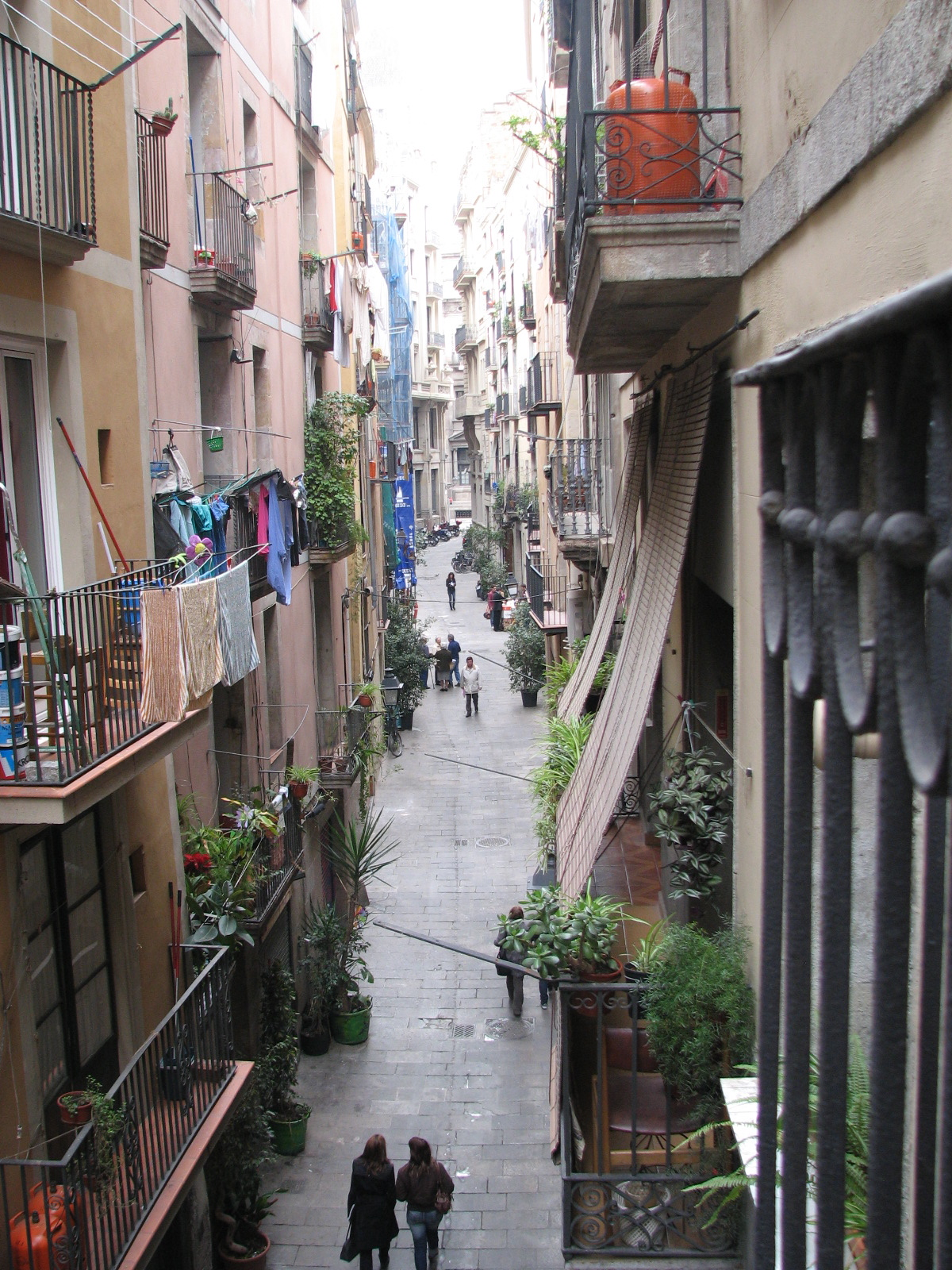
Улица Лос Агиллерс

Ла Рибера (исп. Barrio de La Ribera, кат. Barri de la Ribera) — исторический квартал подрайона Сан-Пере, Санта-Катерина и Ла-Рибера Старого города Барселоны, один из трёх кварталов, образующих название подрайона.
В период XIII — XV веков — район Ла Рибера был экономическим центром города в силу расположения на берегу моря в непосредственной близости к современному подрайону Барселонета. В Ла Рибера располагались особняки богатых купцов, часть из них сохранилась на улице каррер де Монткада.
Квартал Ла Рибера делится на два сектора, один расположен ближе к улице Виа Лаетана, другой известен как Эл Борн. Эл Борн ранее был известен как Ла Рибера дел Рок Комтал (кат. la Ribera del Rec Comtal) и сейчас граничит с бульваром Пикассо, улицами Каррер-де-ла-Принсеса, Каррер дел Рек, Пасео дел Борн, Санта Мария де Мар, площадью Пла-де-Палау и Авингуда-дел-Маркиз де л‘Аргентера. Сектор Эл Борн, окружающий церковь Санта-Мария-дел-Мар, был построен на окраине города, возле городской стены и назывался Вилланова или Виланова-де-Мар. Иногда он также именовался Эл Борн, и это название дало имя сектору квартала Ла Рибера.
Основные достопримечательности:
- Лотжа де мар[кат.] — старинный рыбный рынок, выстроенный в неоклассическом стиле XVIII века, расположен между площадями Антонио Лопес и план Дворца, но в свое лучшее время был расположен на берегу моря.
- Готический собор Санта-Мария-дел-Мар
- Старый рынок Эл Борн
- Археологические раскопки квартала Эл Борн
- Фоссар-де-лес-Моререс
- Музей Пикассо
- Музей культур мира[кат.].

Район утратил значение, когда экономический центр города сместился в сторону района ла-Мерсед и нового порта в XVI веке. После капитуляции Барселоны в 1714 году в ходе войны за испанское наследство, часть квартала Ла Рибера была разрушена (было снесено в общей сложности 38 улиц и 1 016 домов), а на её месте возведена каменная цитадель и оборонительная площадка.